# LTU International
LTU International Airways, solitamente abbreviata in LTU e legalmente costituita come LTU Lufttransport-Unternehmen GmbH, è stata una compagnia aerea con sede a Düsseldorf, Germania. Operava servizi di linea a medio e lungo raggio e servizi charter. Le sue principali basi erano l'Aeroporto di Berlino-Tegel, l'Aeroporto internazionale di Düsseldorf e quello di Monaco di Baviera.
A marzo 2007 LTU è stata rilevata dalla compagnia aerea Air Berlin creando uno dei più importanti vettori aerei d'Europa. Dal 2005 al 2009 la compagnia ha legato il suo nome alla Düsseldorf Arena il principale stadio della città di Düsseldorf, dal 2009 denominato Esprit Arena. L'uso del marchio e l'azienda stessa hanno avuto termine nel 2011.

## Storia

### I primi anni

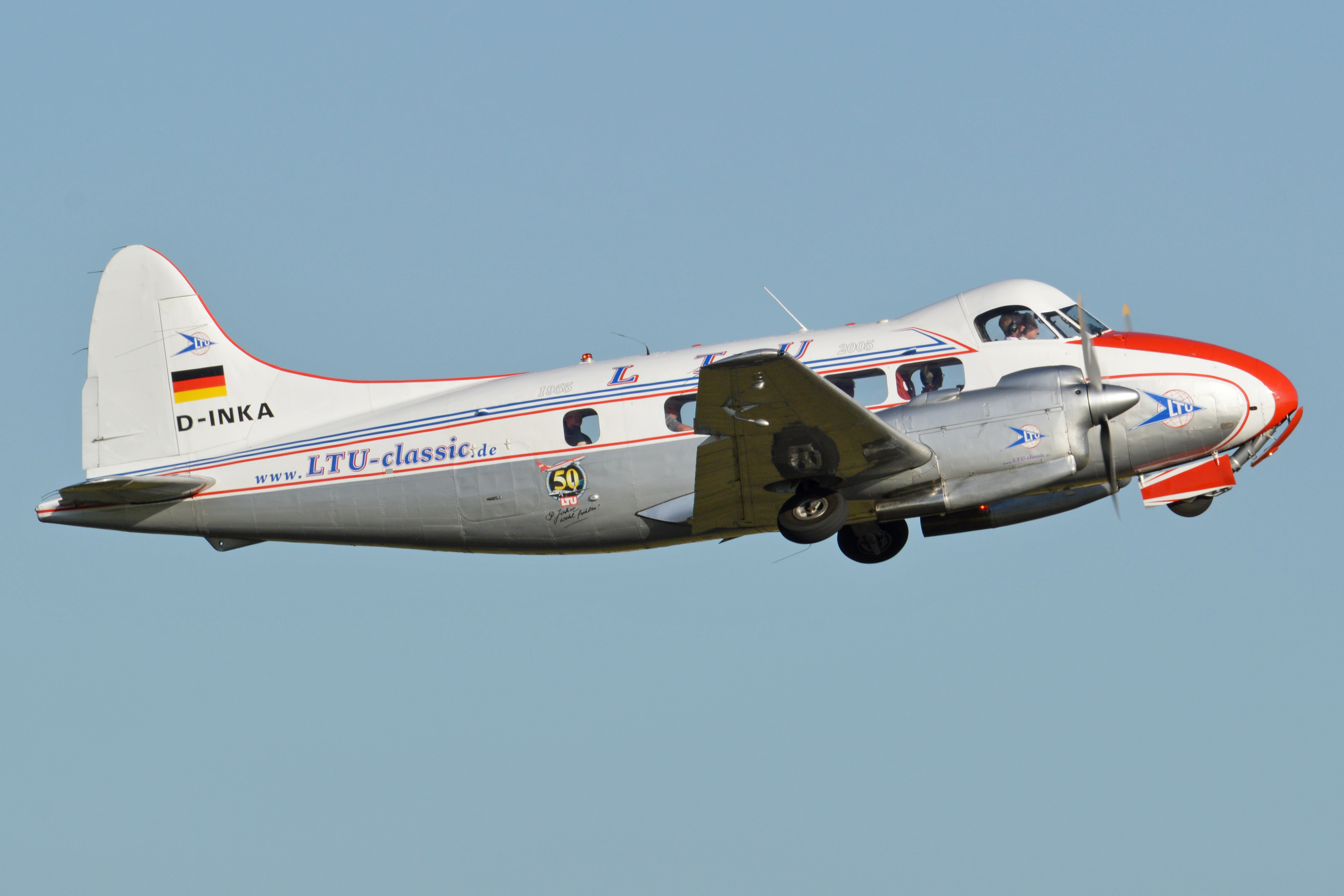
Un De Havilland DH.104 Dove nella livrea che celebrava il 50º anniversario della società

L'LTU è stata fondata nel maggio 1955 come Lufttransport Union iniziando ad operare da Francoforte. Nel 1956 iniziò ad operare voli charter. Le iniziali stanno per Luft Transport- Unternehmen ("impresa di trasporto aereo"). La LTU aveva sede a Düsseldorf dal 1961. Nel corso degli anni, la LTU divenne una delle più grandi e rinomate compagnie aeree turistiche tedesche e operò voli charter in tutto il mondo da molti aeroporti tedeschi, ma principalmente dal suo tradizionale hub principale di Düsseldorf.
Nel 1983 fu fondata una nuova filiale con sede a Monaco chiamata LTS, dotata di una livrea simile, utilizzando il blu invece del rosso. È stata rinominata LTU Süd nel 1987 e ottenne una nuova livrea più vicina a quella rossa di LTU. Nel 1998 LTU Süd venne sciolta e incorporata completamente nella società madre. LTU gestiva anche società sorelle in Spagna (LTE, 1987-2001) e Austria (LTU Austria, 2004-2008). La sua tradizionale livrea rossa e bianca è cambiata poco nel corso degli anni, diventando un marchio riconoscibile nel settore dei voli charter tedeschi.
La LTU è apparsa nel video musicale del 1983 per la canzone degli Wham! Club Tropicana con George Michael e Andrew Ridgeley come membri dell'equipaggio in vacanza a Ibiza.

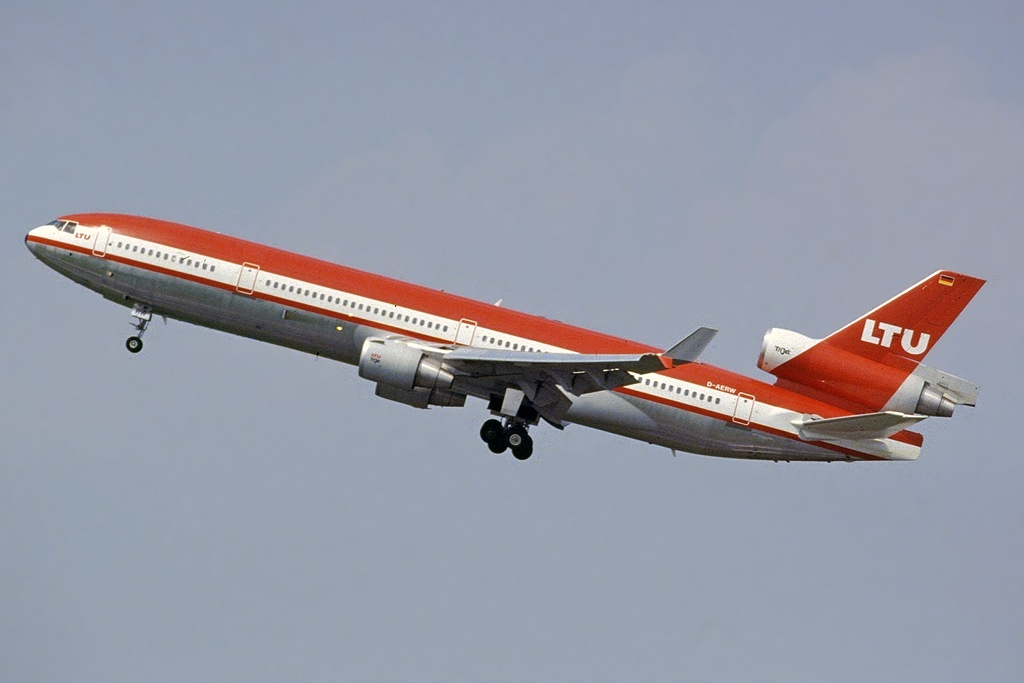
Un McDonnell Douglas MD-11

Nel 1991, LTU acquistò quattro nuovi McDonnell Douglas MD-11, diventando il primo e unico operatore passeggeri tedesco ad impiegarli prima di cederli a Swissair nel 1998.
Nel marzo 2007 i proprietari della compagnia aerea erano suddivisi tra Intro Verwaltungsgesellschaft (55%) e Marbach Beteiligung und Consulting (45%) e disponevano di 2.892 dipendenti.

### Acquisto da parte di Air Berlin

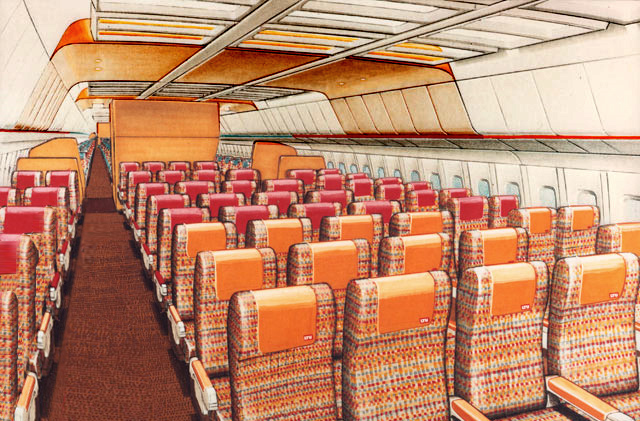
Gli interni di un Lockheed L.1011.

Nel marzo 2007, Air Berlin acquistò LTU per 140 milioni di euro in contanti, creando il quarto gruppo aereo europeo in termini di traffico. Insieme, le compagnie aeree trasportarono 22,1 milioni di passeggeri nel 2006. L'acquisto mirava ad aggiungere operazioni a lungo raggio e ad aumentare la quota di mercato all'aeroporto di Düsseldorf. Inizialmente LTU mantenne il proprio nome sulle rotte leisure, mentre le rotte verso gli Stati Uniti e la Cina passarono immediatamente al marchio Air Berlin.

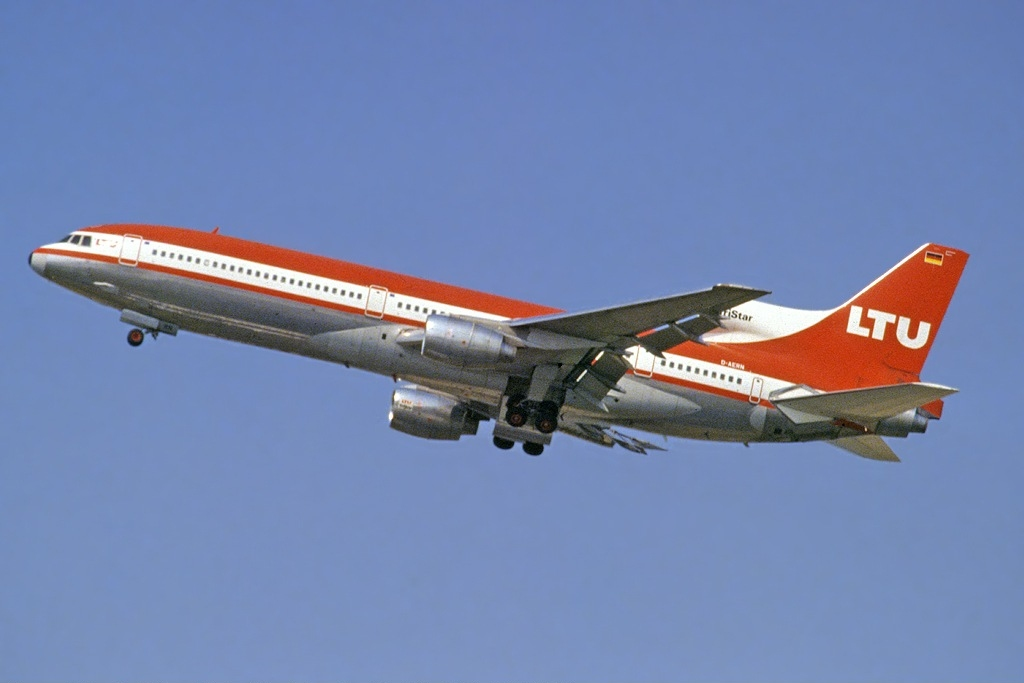
Un Lockheed L.1011 TriStar in volo.

Nel maggio 2007 LTU presentò la sua nuova livrea. Manteneva i tradizionali colori rosso e bianco, ma rinfrescava l'aspetto generale con linee più morbide e nel complesso più bianche. Il nuovo design fu applicato per la prima volta all'allora dodicesimo aereo a lungo raggio di LTU, un Airbus A330-200. Questa livrea fu successivamente adattata per diventare il nuovo design dell'Air Berlin.
Il 1º maggio 2007, LTU operò il suo primo volo turistico sull'Artico e sul Polo Nord dall'Europa continentale nella storia dell'aviazione, un volo charter per la Deutsche Polarflug. Il volo durò 12 ore e 55 minuti e l'aereo, un A330-200, portò 283 passeggeri da Düsseldorf via Norvegia, passando per le Svalbard, al Polo Nord, Groenlandia orientale e Islanda per tornare a Düsseldorf. Il volo è stato filmato per un episodio di PilotsEYE.tv.

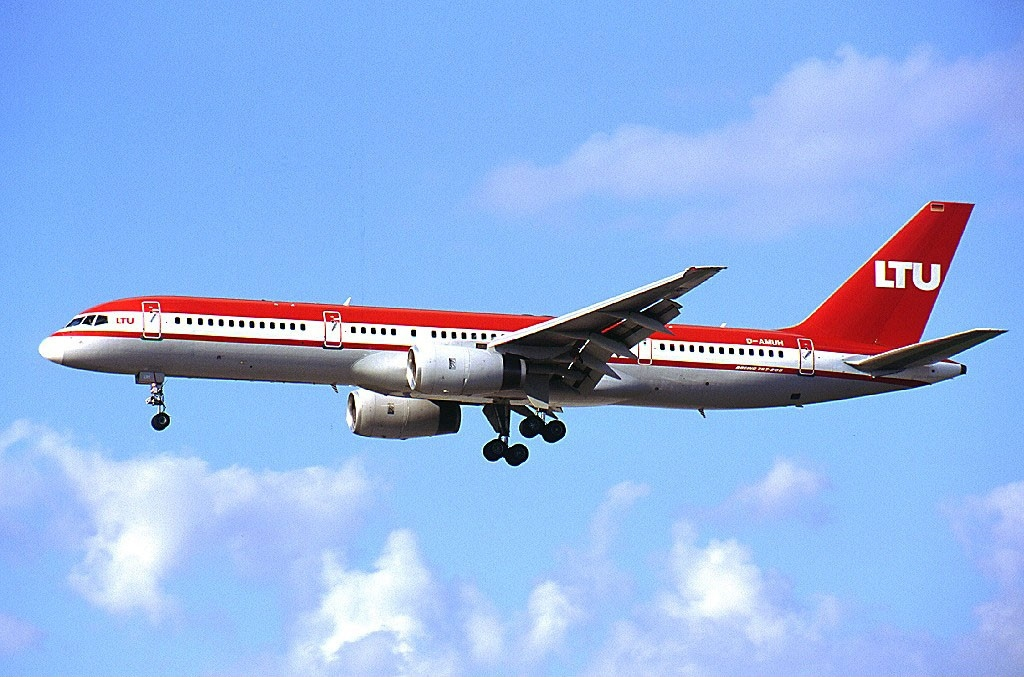
Un Boeing 757 ormai prossimo all'atterraggio.

LTU aprì una terza base a lungo raggio all'aeroporto di Berlino-Tegel nell'ottobre 2007, basandovi un unico Airbus A330-200 per operare voli per Bangkok, Punta Cana e Varadero.

### Chiusura dell'attività
Nel 2008 Air Berlin annunciò che il marchio LTU non sarebbe più stato utilizzato. Tutti i voli sarebbero stati rinominati Air Berlin. L'ultimo volo conosciuto con il nominativo LTU, ma già in livrea Air Berlin, è avvenuto il 13 ottobre 2009 da Montreal a Düsseldorf. Dall'aprile 2011 il COA della LTU era scaduto e la società stessa era stata sciolta. Il 27 ottobre 2017 la stessa Air Berlin ha cessato le operazioni.